# Escolarca
Se denominaba escolarca (griego antiguo: σχολάρχης, skholárkhês), en la Antigua Grecia, al director de una escuela de filosofía, garante de la coherencia de la doctrina. Era pues un rector. Es llamado también "diádoco" (διάδοχος), «aquel que recoge la sucesión», por dos autores neoplatónicos: Proclo y Damascio.
La tradición de las escuelas griegas era que el primer escolarca fuera designado por el fundador de la escuela –por ejemplo, en la Academia de Platón, este designó a Espeusipo– y que los siguientes fueran elegidos de manera conjunta por los alumnos y los maestros. Llegó a ser frecuente que el escolarca y sus sucesores estuvieran unidos por una relación pederástica (Crates de Triasio fue discípulo y amante de Polemón, así como su sucesor en la dirección de la Academia).
Sucesivamente, dirigieron la Academia de Atenas: Platón (fundador en 388 a. C.), Espeusipo (primer escolarca en 348 a. C.), Jenócrates (339 a. C.), Polemón (315 a. C.), Crates de Triasio (269 a. C.), y Antíoco de Ascalón (décimo tercero y último escolarca en el año 88 a. C.).
En el Liceo se sucedieron: Aristóteles (fundador en 335 a. C.), Teofrasto (primer escolarca en 322 a. C.), Estratón de Lampsaco (288 a. C.), Licón de Tróade (268), Aristón de Ceos (224 a. C.) y, más tarde, Diodoro de Tiro (118 a. C.) y Andrónico de Rodas (décimo y último escolarca del Liceo en 78 a. C.). 
En el Jardín, en las afueras de Atenas, los epicúreos, después de que Epicuro hubiese fundado su escuela en 306 a. C., el primer escolarca fue Hermarco de Mitilene; el segundo, Polístrato. 
Respecto a los filósofos estoicos del siglo II a. C. «son cada vez más evanescentes» (G. Arrighetti). De los estoicos, los primeros escolarcas después de Zenón de Citio (fundador en 301 a. C.), fueron Cleantes (primer escolarca en 262 a. C.), Crisipo de Solos (232 a. C.) y Diógenes de Babilonia (206 a. C.), Antípatro de Tarso (150 a. C.), Panecio de Rodas (136 a. C.), Posidonio (112 a. C.).
La Academia platónica fue el modelo utilizado por varios filósofos a la hora de fundar sus propias escuelas en distintas ciudades, de ahí que se las denomine a todas escuelas neoplatónicas. La escuela neoplatónica de Roma, fundada por Amonio Saccas en 232 d. C., tuvo a Plotino como su primer escolarca (244 d. C.), el segundo fue Porfirio (270 d. C.). De la escuela neoplatónica de Alejandría el primer escolarca fue, tal vez, Hierocles de Alejandría, y el último Olimpiodoro el Joven hacia el año 550 d. C. (destacando en su seno figuras de la talla de Eudoro de Alejandría, Hipatia, Sinesio de Cirene o Juan Filopón). De la escuela neoplatónica de Siria el primer escolarca fue Yámblico. De la escuela neoplatónica de Pérgamo el primer escolarca fue Edesio.
En 155 a. C., los atenienses enviaron una embajada a Roma para defender su causa, formada por tres escolarcas: Carnéades (escolarca platónico), Critolao (escolarca peripatético) y Diógenes de Babilonia (escolarca estoico).
En la siguiente lista están ordenados los escolarcas de las cuatro principales escuelas filosóficas de Atenas, con las fechas aproximadas en que dirigieron las escuelas:
| Academia | Liceo | Estoa | Jardín |
| --- | --- | --- | --- |
| 388-348 a. C. Platón 348-339 a. C. Espeusipo 339-314 a. C. Xenócrates de Calcedonia 314-270 a. C. Polemón de Atenas 270-265 a. C. Crates de Triasio 265-241 a. C. Arcesilao de Pítane 241-225 a. C. Lácides de Cirene 225-??? a. C. Telecles de Focea ???-167 a. C. Evandro 167-165 a. C. Hegésino de Pérgamo 165-137 a. C. Carnéades de Cirene 137-131 a. C. Carnéades "el Joven" 131-127 a. C. Crates de Tarso 127-110 a. C. Clitómaco de Cartago 110-88 a. C. Filón de Larisa 88-68 a. C. Antíoco de Ascalón 68-51 a. C. Aristo de Ascalón h. 44 d. C. Teomnesto de Náucratis ??-?? d. C. Amonio de Egipto ???-432 d. C. Plutarco de Atenas 432-4?? d. C. Nestorio, "el Mayor" 4??-4?? d. C. Nestorio, "el Joven" 4??-4?? d. C. ¿? 4??-437 d. C. Siriano de Alejandría 437-4?? d. C. Domnino 4??-485 d. C. Proclo 485-??? d. C. Marino de Neápolis ???-??? d. C. Isidoro de Gaza ???-??? d. C. Hegías ???-??? d. C. Zenódoto (filósofo) ???-529 d. C. Damascio | 335-322 a. C. Aristóteles 322-287 a. C. Teofrasto 287-269 a. C. Estratón 269-225 a. C. Licón 225 a. C.-??? Aristón c. 155 a. C. Critolao ???-110 a. C. Diodoro de Tiro | 300-262 a. C. Zenón de Citio 262-230 a. C. Cleantes 230-205 a. C. Crisipo de Solos 205 a. C.-??? Zenón de Tarso ???-145 a. C. Diogenes 145-129 a. C. Antípatro 129-110 a. C. Panecio de Rodas | 307-271 a. C. Epicuro 271-250 a. C. Hermarco de Mitilene 250-215 a. C. Polístrato 215-201 a. C. Dionisio de Lamptra 201 a. C.-??? Basílides c. 175 a. C. Tespis ???-100 a. C. Apolodoro 100-75 a. C. Zenón de Sidón 75-70 a. C. Fedro |